# تأثير المجال (كيمياء)

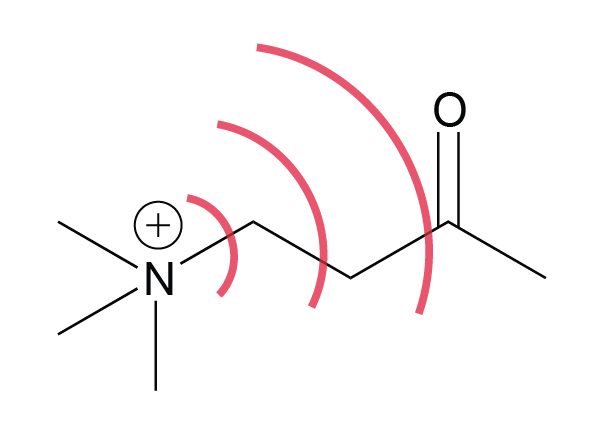
تأثير الحقل على الكربونيل الناتج عن الشحنة الرسمية على N في ملح الأمونيوم الرباعي.

تأثير المجال هو استقطاب جزيء عبر الفضاء. التأثير يحدث بسبب مجال كهربائي ناتج عن توطين الشحنة في جزيء. هذا المجال ، الذي هو بديل ومعتمد على التشكل ، يمكن أن يؤثرعلى البنية والتفاعل من خلال معالجة موقع كثافة الإلكترون في الروابط و / أو الجزيء الكلي. عملية استقطاب الجزيء من خلال روابطه ظاهرة منفصلة تُعرف بالحث . تكون التأثيرات الميدانية ضعيفة نسبيًا ، وتتناقص بسرعة مع المسافة ، ولكن لا يزال يُكتشف أنها تغير الخصائص الجزيئية مثل الحموضة.

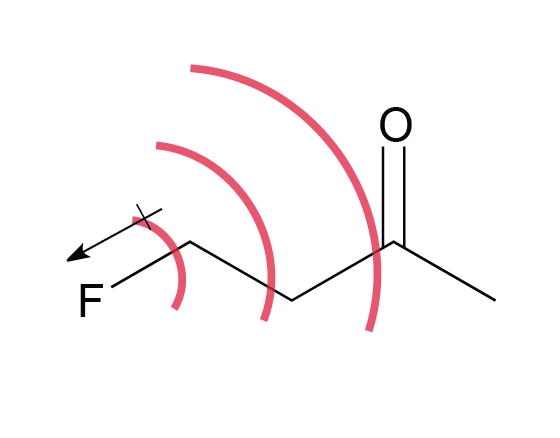
تأثير المجال على الكربونيل الناتج عن ثنائي القطب في رابطة CF.

## مصادر ميدانية

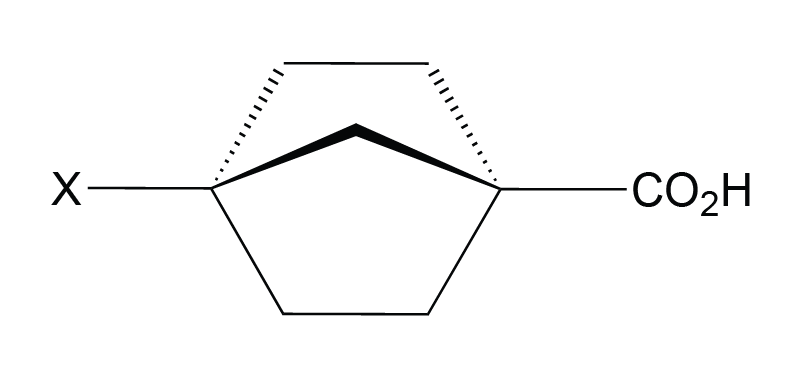
يختبر حمض ثنائي سيكلوهيبتان مع بديل سحب الإلكترون ، X ، في الموضع الرابع تأثيرًا ميدانيًا على البروتون الحمضي من ثنائي أقطاب رابطة CX.

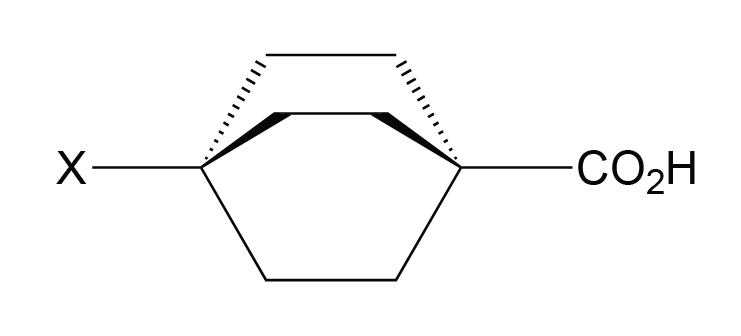
يختبر حمض bicyclooctance مع بديل سحب الإلكترون ، X ، في الموضع الرابع نفس التأثير الميداني على البروتون الحمضي من ثنائي أقطاب رابطة CX مثل bicylcoheptane المرتبط.

## أدلة على تأثيرات المجال

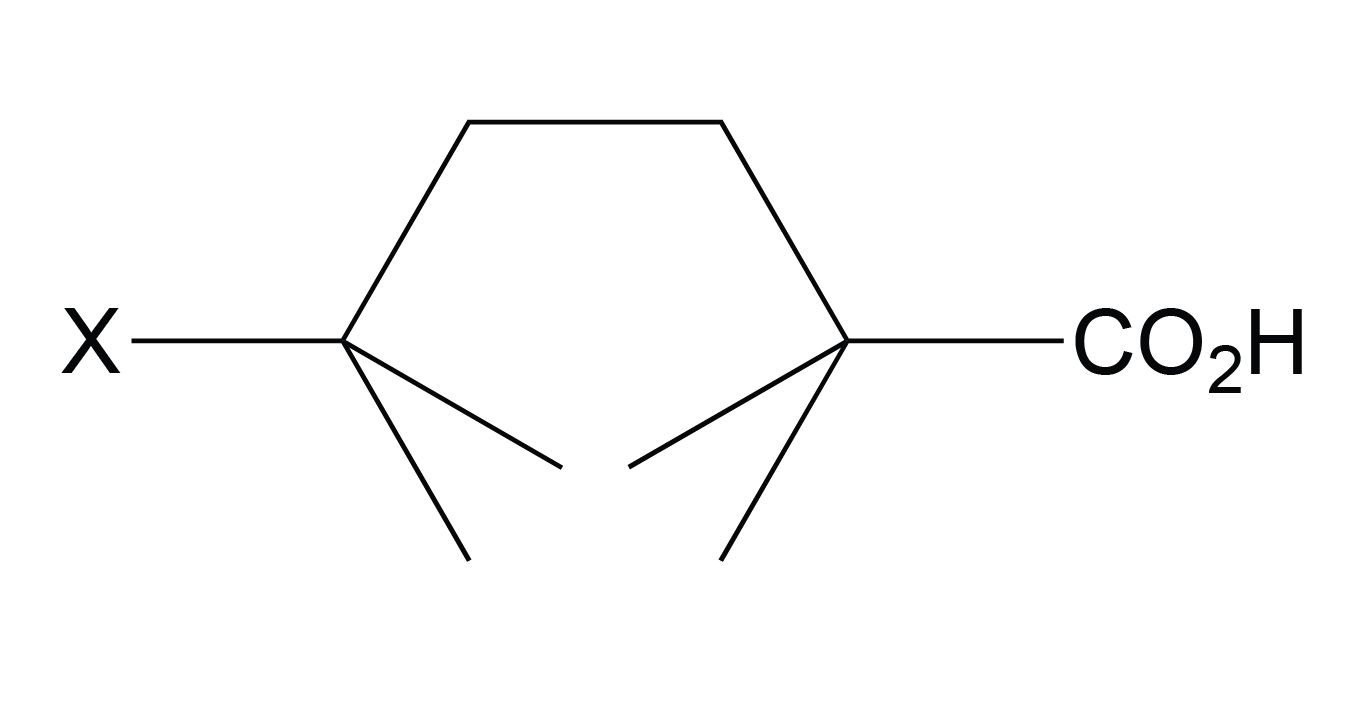
مشتق الأوكتان هذا له رابط واحد فقط بين بديل سحب الإلكترون والمجموعة الحمضية.

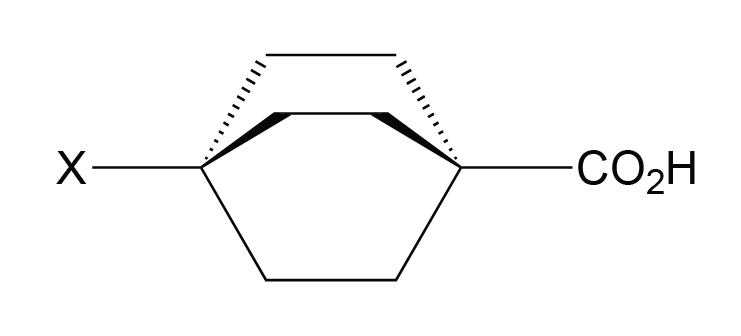
يحتوي مشتق الأوكتان هذا على رابطين بين بديل سحب الإلكترون والمجموعة الحمضية.

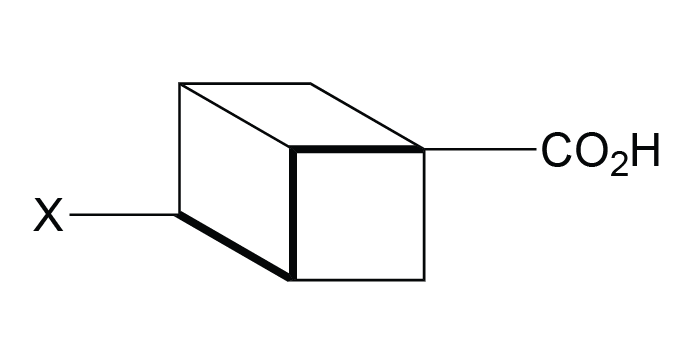
يحتوي هذا المشتق الكوبي على أربعة روابط لكن البروتون الحمضي لا يزال يشعر بنفس التأثير من ثنائي القطب CX لأن التفاعل هو تأثير مجال.

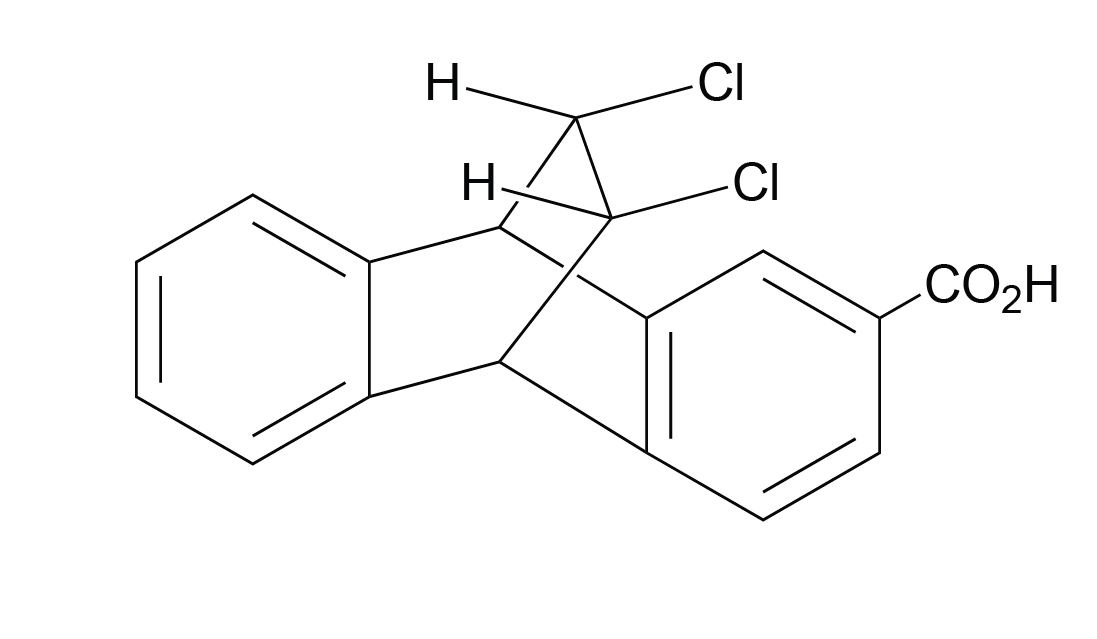
يحتوي أيزومر حمض الأنثرويك ثنائي كلورو الإيثانوس مع ثنائي القطب الرابطة C-Cl الموجه فوق حمض الكربوكسيل على pKa 6.07.

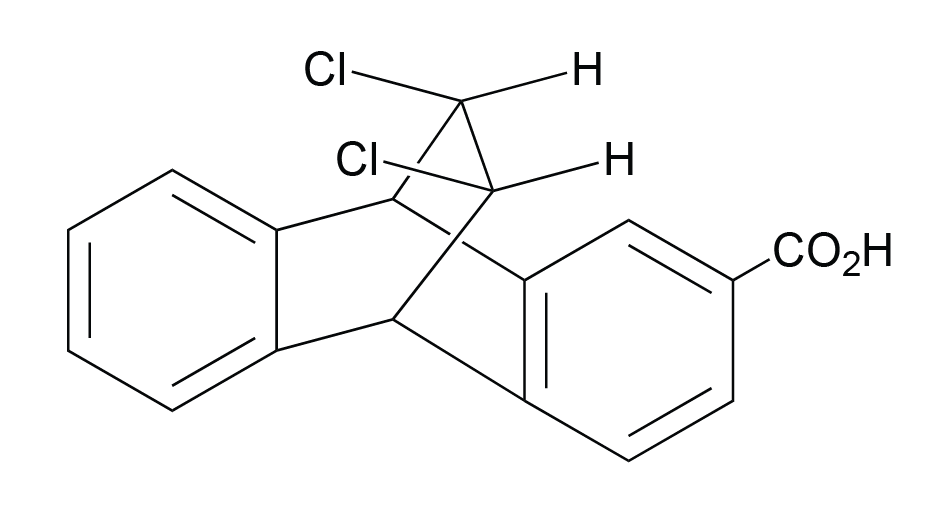
يحتوي أيزومر حمض الأنثرويك ثنائي كلورو الإيثانول الذي يشير فيه ثنائي القطب C-Cl بعيدًا عن حمض الكربوكسيل على pKa يبلغ 5.67.